# Адильшах Кадын-эфенди
Адильша́х Кады́н-эфе́нди  (тур. Adilşah Kadın Efendi; ум. 1803/1804) — третья супруга султана Мустафы III, мать его двоих дочерей Бейхан-султан и Хатидже-султан.

## Биография
По происхождению была черкешенкой и стала наложницей султана Мустафы III. Адильшах стала матерью двух дочерей Бейхан-султан и Хатидже-султан. Она получила титул «учюнджю кадын», что означает третья жена.
В 1774 году после смерти Мустафы III вместе с дочерьми она была отправлена в Старый дворец. Из-за изолированной жизни в Старом дворце у её дочерей стала развиваться депрессия и истеричное поведение. Она написала письмо султану Абдул-Хамиду I, чтобы он устроил браки своих племянниц. Султан удовлетворил просьбу Адильшах Кадын-эфенди и принял решение устроить браки своим племянницам.
Адильшах Кадын-эфенди скончалась в 1803 или 1804 году. Её тело было похоронено в тюрбе мечети Лалели рядом с Мустафой III.

## Память
В 1804 году в память о умершей матери Бейхан-султан построила начальную школу в окрестностях дворца Ешилиоглу. 
В следующем году, другая дочь Хатидже-султан в память о матери построила мечеть Адильшах Кадын.